# Carboxysom

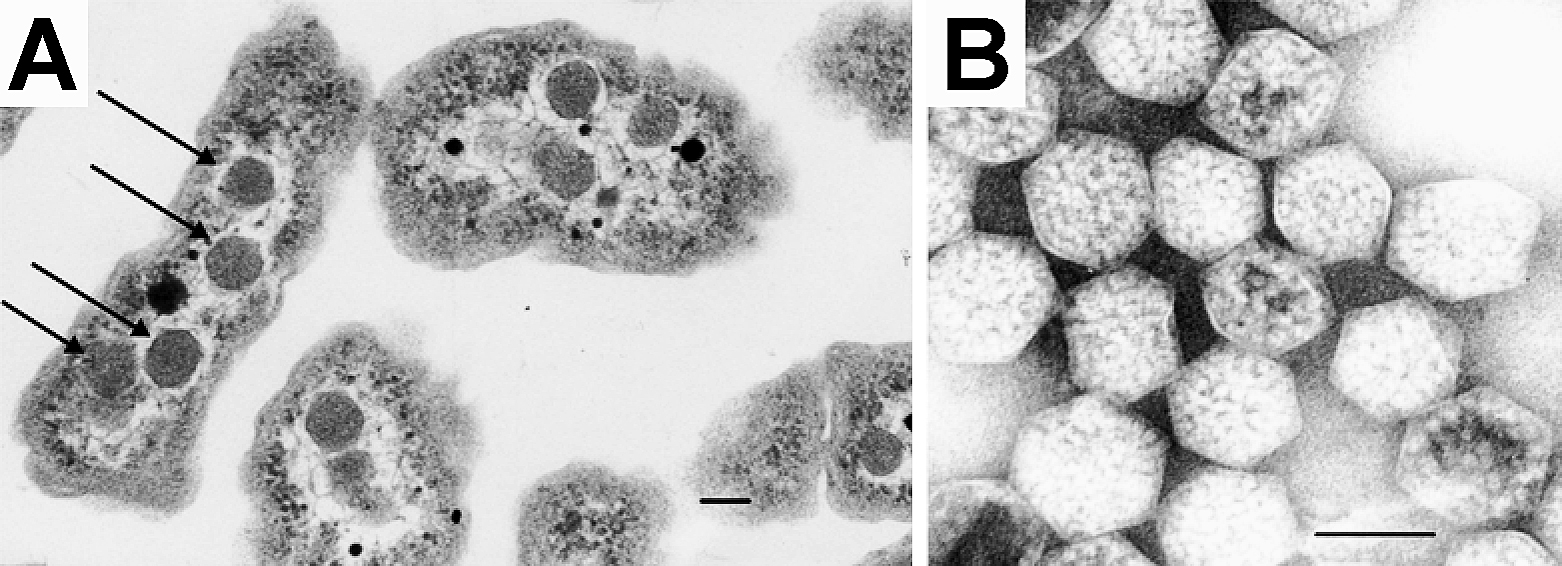
EM-Aufnahmen von α-Carboxysomen aus dem chemoautotrophen Bakterium Halothiobacillus neapolitanus.
(A) angeordnet in der Zelle und (B) intakt nach der Isolierung.
Balken jeweils 100 nm.

Carboxysomen sind bakterielle Mikrokompartimente (englisch bacterial microcompartments, BMC), die aus einer polyedrischen Proteinhülle (englisch shell ‚Schale‘) bestehen und die Enzyme Ribulose-1,5-bisphosphat-carboxylase/-oxygenase (RuBisCO) und Carboanhydrase enthalten. RuBisCO ist vorherrschende Enzym bei der Kohlenstofffixierung und das geschwindigkeitsbeschränkende Enzym im Calvin-Zyklus.
In der RuBisCO-Reaktion ist Sauerstoff ein konkurrierendes Agens zu Kohlendioxid. Daher geht man davon aus, dass sich Carboxysomen als Folge des Anstiegs der Sauerstoffkonzentration in der frühen Erdatmosphäre entwickelt haben.
Um die Ineffizienz von RuBisCO zu überwinden, konzentrieren Carboxysomen Kohlendioxid innerhalb ihrer Schale vermöge der Aktivität der dortigen Carboanhydrase. Diese erzeugt Kohlendioxid aus Bikarbonat, das in das Carboxysom diffundiert. Die daraus resultierende Konzentration von Kohlendioxid in der Nähe von RuBisCO verringert den Anteil der Ribulose-1,5-bisphosphat-Oxygenierung und vermeidet dadurch kostspielige photorespiratorische Reaktionen. Die umgebende Schale stellt eine Barriere für den Verlust von Kohlendioxid dar und trägt dazu bei, dessen Konzentration in der Nähe von RuBisCO hoch zu halten bzw. zu erhöhen.
Carboxysomen sind daher ein wesentlicher Bestandteil des Kohlendioxid-Konzentrationsmechanismus (en. carbon dioxide-concentrating mechanism, CCM).
Carboxysomen sind das am besten untersuchte Beispiel für bakterielle Mikrokompartimente, d h. für Organellen unterschiedlicher Funktion, die sich durch eine Proteinhülle oder -schale auszeichnen.

## Entdeckung und Forschungsgeschichte
Die Carboxysomen wurden 1956 per Transmissionselektronenmikroskopie (TME) im Cyanobakterium Phormidium uncinatum als Polyederkörperchen entdeckt.
Später wurden sie auch in anderen Cyanobakterien sowie in einer Reihe chemotropher (Kohlendioxid fixierender) Bakterien beobachtet, von denen viele Schwefeloxidierer oder Stickstofffixierer sind (z. B. Halothiobacillus, Acidithiobacillus, Nitrobacter und Nitrococcus; alle gehören zu den Proteobakterien).
Die polyedrischen Körper wurden erstmals 1973 aus Halothiobacillus neapolitanus (damals noch als Thiobacillus neapolitanus bezeichnet) isoliert und es zeigte sich, dass sie RuBisCO in einer mehr oder weniger starren äußeren Schale enthielten.
Die Autoren schlugen vor, sie als Carboxysomen zu bezeichnen, da es sich offenbar um Organellen handelt, die an der Kohlendioxid-Fixierung beteiligt sind.
Die eukaryontischen Glaucophyta besitzen Cyanellen genannten Plastiden, die offenbar aus endosymbiotischen Cyanobakterien entstanden sind und in vieler Beziehung ursprünglicher erscheinen als die Chloroplasten der Grünalgen und Landpflanzen. Auch bei diesen Cyanellan fanden sich carboxysom-artige Körperchen (auch Zentralkörperchen, englisch central bodies, genannt), Analoga der Carboxysomen. Ob es sich dabei tatsächlich um Carboxysom-Abkömmlinge handelt, wurde aber auch infrage gestellt.
Die ähnlichen Chromatophoren von Paulinella chromatophora zeigen im elektronenmikroskopischen Bild zehn bis zwanzig konzentrisch angeordnete, etwas wellenförmige Thylakoide, mit eingelagerten Phycobilisomen und Carboxysomen.

## Aufbau

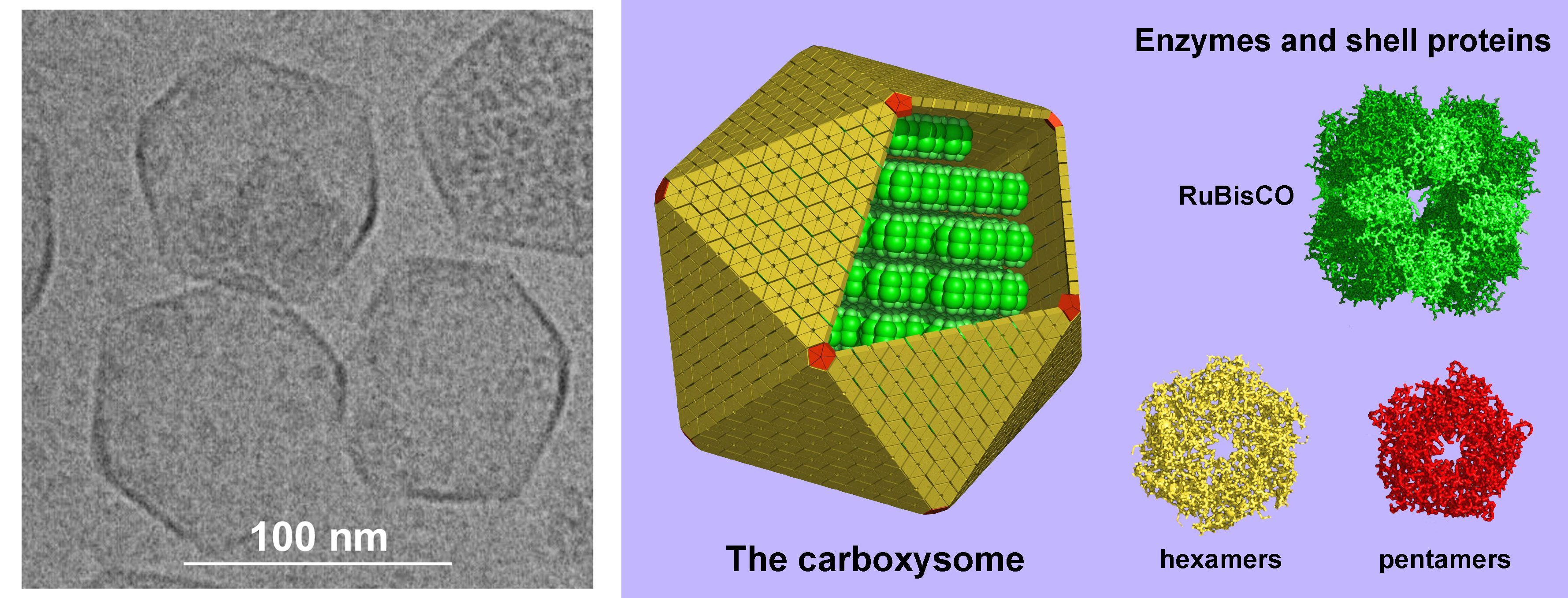
Links: Cryo-EM-Darstellung gereinigter Carboxysomen
Rechts: Modelle für die Struktur des Carboxysoms. Die Schale besteht aus mehreren hundert hexameren und 12 pentameren Proteinbausteinen. Die 3D-Darstellunen dieser Schalenproteine wurden per Röntgenkristallographie bestimmt. Das wichtigste Enzym im Inneren, RuBisCO, ist vereinfacht in einer regelmäßigen Anordnung dargestellt, obwohl die tatsächliche Organisation dieser Enzyme komplizierter ist. Das andere Schlüsselenzym, die Carboanhydrase, ist in geringeren Mengen vorhanden (nicht dargestellt).

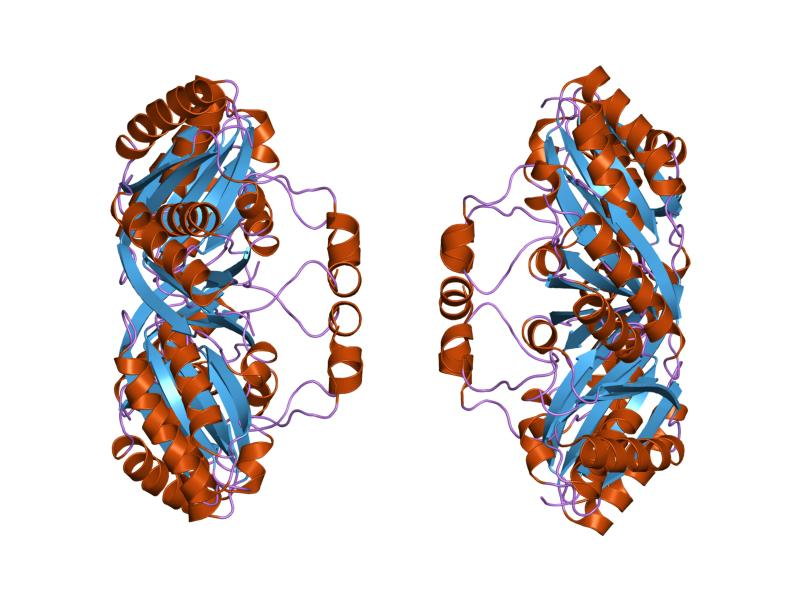
Grafik der Molekularstruktur des Carboxysom-Schalenproteins CcmK2 (BMC-H), Synechocystis sp. PCC 6803.

Die Carboxysomen haben eine ikosaedrische oder quasi-ikosaedrische Symmetrie.
Elektronen-Kryotoomographie-Studien haben diese Geometrie des Carboxysoms bestätigt und auch Proteinmoleküle im Inneren (vermutlich RuBisCO) abgebildet, die in einigen konzentrischen Schichten angeordnet sind.
Die von dieser (annähernd) ikosaedrischen Geometrie abweichende Facettenform einiger Carboxysomen lässt sich auf natürliche Weise mit einer Theorie der elastischen heterogenen dünnen Schalen erklären.
Das Carboxysom hat eine äußere Schale, die aus einigen Tausend Proteinuntereinheiten besteht und die ein CO2-produzierendes Enzym (Carboanhydrase) und ein kohlenstoffbindendes Enzym (RuBisCO) einkapselt.
Die Struktur der Schalenproteine wurde durch Röntgenkristallographie aufgeklärt.
Diese Proteine bilden zyklische Hexamere oder Pseudo-Hexamere und gehören zur BMC-Proteinfamilie (en. Bacterial microcompartment).
Meist habe die BMC-H-Hexamere kleine Poren, die offenbar einen Diffusionsweg für kleine Substrate (z. B. Bicarbonat) und erzeugte Produkte (z. B. 3-Phosphoglycerat) in das bzw. aus dem Carboxysom dienen.
Positiv geladene Aminosäuren in den Poren tragen vermutlich dazu bei, die Diffusion der negativ geladenen Substrate und Produkte zu fördern.
Zu den anderen identifizierten kleineren strukturellen Komponenten der Schale gehören die pentameren Proteine BMC-P, die die Eckpunkte der ikosaedrischen Schale besetzen.
Ein dritter Baustein der Carboxysomenschale ist ein Protein, das aus zwei BMC-Domänen in Tandemanordnung besteht (BMC-T).
Diese Proteine bilden Trimere, die (im 2er-Tandem) pseudohexamer sind.
Einige Mitglieder der BMC-T-Proteinfamilie stapeln sich quasi von „Angesicht zu Angesicht“ und bilden auf diese Weise winzige Käfige, die sich bei beiden Typen der Carboxysomen finden lassen.
Wie die Kristallstrukturenanalyse zeigt, haben diese Proteinkäfige relativ große Poren auf beiden Seiten, die gewissermaßen Tore darstellen (engl. gated pores).
Man vermutet, dass das Öffnen und Schließen dieser Poren ähnlich wie bei einer Luftschleuse gesteuert werden könnte.
Im Gegensatz zu BMC-H-Proteinen mit konstitutiv offenen Poren dient eine solche Schleuse anscheinend als Weg für größere Substrate (wie Ribulose-1,5-bisphosphat) und Produkte (3-Phosphoglycerat), die die Käfigschale durchqueren müssen.
Die Herstellung von leeren Carboxysomenschalen in E. coli ermöglichte die erste Visualisierung dieser Strukturen durch Kryoelektronenmikroskopie (Cryo-EM).

## Typen von Carboxysomen

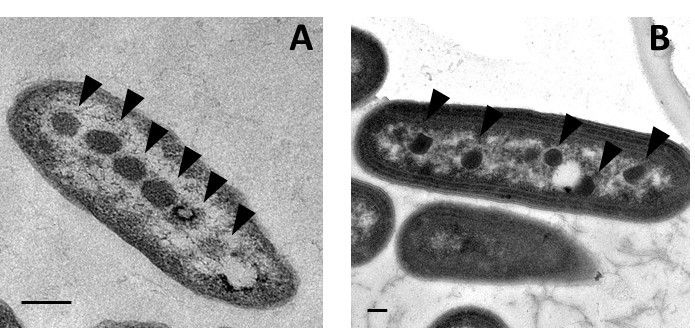
EM-Aufnahmen von (A) α-Carboxysomen in Halothiobacillus neapolitanus und (B) β-Carboxysomen in Synechococcus elongatus PCC 7942, gekennzeichnet durch Pfeile.
Balken jeweils 200 nm.

Es gibt zwei Arten von Carboxysomen.
Obwohl sie sich äußerlich ähneln, unterscheiden sie sich in der Zusammensetzung der Proteine, die sie umschließen, einschließlich der Form des RuBisCO.
Darüber hinaus haben Studien grundlegende Unterschiede in ihrer Genorganisation und möglicherweise auch in ihrem Zusammensetzungsweg (en. assembly pathway, siehe Assemblierung) ergeben.

### Alpha-Carboxysomen

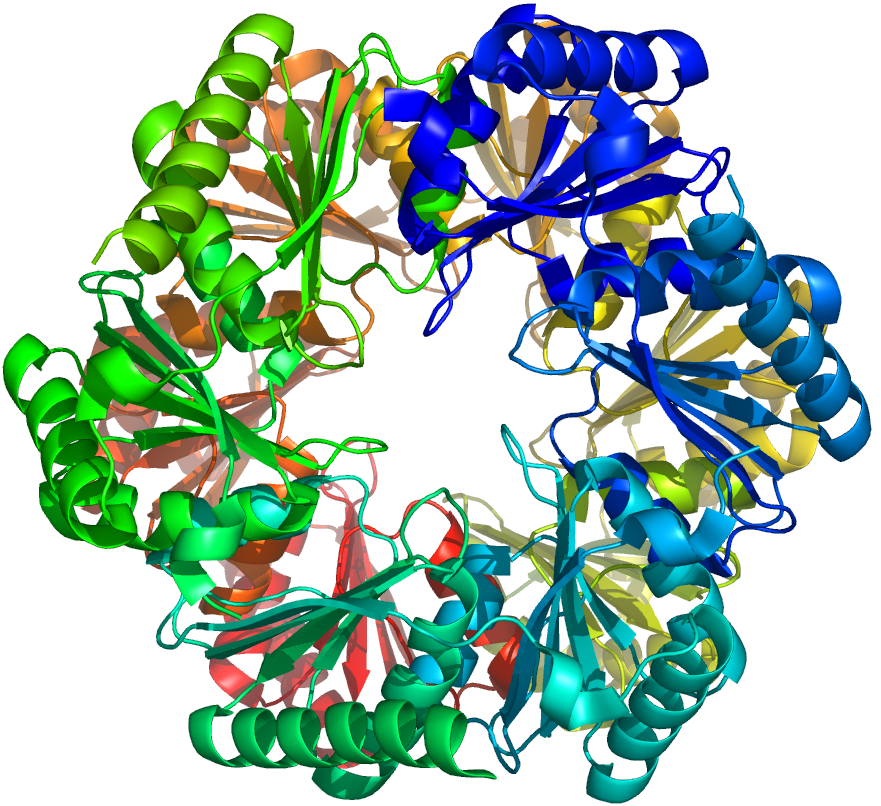
Die 3D-Struktur eines α-Carboxysom-Schalenproteins: CsoS1D (BMC-T) aus Prochlorococcus marinus MED4.

Alpha-Carboxysomen (auch α-Carboxysomen geschrieben) werden auch als cso-Typ von Carboxysomen bezeichnet.
Sie enthalten RuBisCO der Form IA und kommen vor in
- Alpha-Cyanobakterien (α-Cyanobacteria, alias Synechococcus/Prochlorococcus/Cyanobium-Klade[13] beispielsweise Cyanobium sp. PCC 7001[30]),[31]
- einigen nitrifizierenden Bakterien
- einigen schwefeloxidierenden Bakterien (wie Halothiobacillus neapolitanus) und
- einigen Purpurbakterien

Alle diese werden – bis auf die α-Cyanobakterien – taxonomisch den Proteobakterien zugeordnet.
Das Alpha-Carboxysom war das erste bakterielle Mikrokompartiment, das gereinigt und charakterisiert wurde.
Elektronenmikroskopische Untersuchungen an gereinigten Alpha-Carboxysomen, sowie von Zellschnitten die diese enthalten, ergaben, dass diese typischerweise einen Durchmesser von 100–160 nm haben.
Die gemeinsamen Bausteine für die Schale von Alpha-Carboxysomen werden CsoS1A/B/C (BMC-H), CsoS4A/B (BMC-P) und CsoS1D (BMC-T) genannt.
CsoS4A/B waren die ersten BMC-P-Proteine, die experimentell als Nebenkomponenten der BMC-Schale nachgewiesen wurden. Es sind nur 12 Pentamere erforderlich, um die Spitzen eines Ikosaeders zu bedecken.
CsoS1D ist das erste BMC-T-Protein, dessen Struktur beschrieben wurde; es ist auch das erste Beispiel für die Dimerisierung von zwei BMC-Bausteinen, die sich gegenüberstehen und einen winzigen Käfig mit den Poren an beiden Enden, die (wie vermutet) den Transfer großer Metaboliten durch die Schale erleichtern.
Neben der spezifischen Form von RuBisCO zeigen auch andere eingekapselte Proteine wie CsoS2 und CsoSCA Unterschiede zwischen α- und β-Carboxysomen.
Das CsoS2-Protein hat einen sehr hohen isoelektrischen Punkt (pI) und eine einzigartige Primärstruktur.
Diese scheint dreiteilig zu sein und besteht aus einer N-terminalen, einer mittleren und einer C-terminalen Region.
In der N-terminalen und der mittleren Region können sich wiederholende Sequenzmotive identifiziert werden.
Man hat vorgeschlagen, dass es sich hier um ein intrinsisch ungeordnetes Protein handelt, das eine wesentliche Rolle beim Aufbau von α-Carboxysomen spielt.
CsoSCA ist eine schalenassoziierte β-Carboanhydrase (β-CA, en. beta-carbonic anhydrase).
Studien an Halothiobacillus neapolitanus haben gezeigt, dass leere Schalen von normaler Form und Zusammensetzung auch in Mutanten aufgebaut werden, denen das carboxymale RuBisCO fehlt. Dies deutet darauf hin, dass die Biogenese der α-Carboxysomenschale und die Sequestrierung (Einlagerung, vgl. Internalisierung) des Enzyms zwei unabhängige, aber funktionell miteinander verbundene Prozesse sind.
Es ist die große Untereinheit von RuBisCO, die darüber entscheidet, ob das Enzym in Carboxysomen sequestriert (internalisiert) wird.
Interessant ist weiter, dass die Carboxysomen von Halothiobacillus neapolitanus chimäre und heterologe Arten von RuBisCO beherbergen.

### Beta-Carboxysomen
Beta-Carboxysomen (auch β-Carboxysomen genannt) kommen in Beta-Cyanobakterien (β-cyanobacteria) wie beispielsweise Synechococcus sp. PCC 7942 vor.
Die charakteristischen Proteine des Beta-Carboxysoms sind das RuBisCO mit Form und ein Homolog der γ-Carboanhydrase (γ-CA, en. gamma-carbonic anhydrase).
Beta-Carboxysomen sind typischerweise größer als Alpha-Carboxysomen, die beobachteten Durchmesser variieren hier zwischen 200 und 400 nm.
Die für die Bildung von Beta-Carboxysomen wesentlichen Strukturproteine werden in dem konservierten Carboxysom-Locus (ccm-Locus) kodiert. Der ccm-Locus umfasst Gene für die Kernproteine CcmM und CcmN sowie die Schalenproteine CcmK (ein BMC-H-Protein), CcmL (ein BMC-P-Protein) und CcmO (ein BMC-T-Protein).
Ein CcmM-Protein in voller Länge besteht aus einer γ--Carboanhydrase-Domäne und (an seinem C-Terminus) drei bis fünf RuBisCO small subunit-like domains (SSLDs).
Das ccmM-Gen enthält eine interne Translationsstelle (en. internal translation site), die eine kurze Form von CcmM (nur aus SSLDs bestehend) produziert.
Sowohl die lange als auch die kurze Form von CcmM sind für den Aufbau des β-Carboxysoms erforderlich.
Das Protein CcmN enthält mehrere Hexapeptid-Wiederholungsdomänen an seinem N-Terminus und ein kurzes α-helicales Verkapselungspeptid am C-Terminus.
Andere strukturelle Komponenten von Beta-Carboxysomen werden außerhalb des ccm-Locus kodiert.
CcmP ist ein BMC-T-Protein, das bei Organismen, die β-Carboxysomen bilden, absolut konserviert ist.
Zwei CcmP-Pseudohexamere stapeln sich zu einem Nanokompartiment – ein Beispiel für ein schleusenbildendes Protein (en. air-lock forming protein).
Die β-Carboxysomen einiger Cyanobakterienstämme enthalten auch eine β-Carboanhydrase, die ebenfalls nicht im ccm-Locus kodiert wird.
Die Schalenproteine der β-Carboxysomen sind im Vergleich zu ihren Gegenstücken in den α-Carboxysomen relativ vielfältig.
Da die sie enthaltenden Cyanobakterien sich in ökophysiologisch dynamischen (wechselhaften) Umgebungen aufhalten, vermutet man, dass dies die variablen Anforderungen an die Permeabilität (Durchlässigkeit für Substanzen) der β-Carboxysomen widerspiegelt.
Der Zusammenbau (Assemblierung) eines β-Carboxysom erfolgt von innen nach außen wie folgt:
Zunächst bildet sich ein Kern (en. carboxysome core) aus Enzymen, der anschließend von der Proteinschale eingekapselt wird.
Der Aufbau des Carboxysoms erfolgt durch eine Reihe von Protein-Protein-Wechselwirkungen: Das Enzym RuBisCO und die beiden Isoformen (Vollform und Kurzform) des CcmM-Proteins interagieren über die SSLDs.
In Stämmen, die CcaA enthalten, wird die β-Carboanhydrase durch Wechselwirkung mit dem N-Terminus des Vollform-CcmM in den Carboxysom-Kern gebracht.
Sobald das Procarboxysom (d. h. der Carboxysom-Kern als Carboxysom-Vorläufer) gebildet ist, interagiert der N-Terminus des Adapterproteins CcmN mit dem N-Terminus von CcmM, während der C-Terminus von CcmN die Schalenproteine CcmK (BMC-H) und CcmO (BMC-T) rekrutiert, wozu ein 15–20 Aminosäuren langes Peptid verwendet wird.
Dieses Verkapselungspeptid bildet eine amphipathische α-Helix (siehe α-Helix §Geometrie der Helix und Helix-Helix-Wechselwirkungen), die mit den Schalenkomponenten interagiert. Seine Rolle ist von wesentlicher Bedeutung, da ohne dieses Peptid keine Carboxysomen gebildet werden können.
Der letzte Schritt ist die Hinzufügung der vom BMC-P-Protein CcmL gebildeten Eckpunkte, die dann den enzymatischen Kern und die Facetten (Seitenflächen des Ikosaeders) wie Kappen zusammenhalten.
Die Aufklärung des Zusammensetzungsweges von β-Carboxysomen ermöglichte die Entwicklung eines einzigen synthetischen Proteins, das vier andere Proteine bei der Carboxysomenbildung ersetzt.

## Mögliche Anwendungen
Wie auch andere BMCs zieht das Carboxysom die Aufmerksamkeit von Forschern für Anwendungen in der synthetischen Biologie von Pflanzen auf sich.
Durch die Übertragung eines genetischen Moduls aus 10 Genen, das für ein α-Carboxysom kodiert, von Halothiobacillus neapolitanus konnten in E.coli Carboxysom-ähnliche (ikosaedrische und funktionale) Strukturen erzeugt werden.
Das Bioengineering von Carboxysom-Schalen hat sich als machbar erwiesen, und es wurde von β-Carboxysomen berichtet, die mit chimären Proteinen oder mit chimären Hüllen konstruiert wurden.
Die Einführung von Carboxysomen in pflanzliche Chloroplasten als Teil eines CO2-Konzentrationsmechanismus, wie er in Cyanobakterien vorkommt, kann voraussichtlich die Netto-CO2-Fixierung und den Ertrag erheblich verbessern.
Beispielsweise konnte die Expression von β-carboxysomalen Schalenproteinen und RuBisCO-CcmM-Komplexen der Form IB in Tabak-Chloroplasten erreicht werden, führte aber nicht zu Kompartimenten, die RuBisCO enthalten.
Jedoch gelang die Konstruktion von minimalen α-Carboxysomen aus dem Cyanobakterium Cyanobium sp. PCC 7001, die Form IA RuBisCO und die CsoS1A- und CsoS2-Proteine enthalten in den Tabak-Chloroplasten.
Allerdings wurden bisher (Stand 2017) wurden noch keine identifizierbaren funktionellen Carboxysomen in Pflanzen-Chloroplasten konstruiert.
Die Verbesserung der Photosynthese in Pflanzen mit Hilfe dieses Ansatzes hängt letztlich von der Funktion von Transporterproteinen in der inneren Hüllmembran des Chloroplasten ab, die zur Erzeugung einer hohen Bikarbonatkonzentration innerhalb des Chloroplasten beitragen.

## Evolutionäre Herkunft
Eine Reihe von Viruskapsiden sind ebenfalls ikosaedrisch und bestehen aus hexameren und pentameren Proteinen, doch gibt es derzeit keine Hinweise auf eine evolutionäre Verwandtschaft zwischen Carboxysomenschalen und Viruskapsiden.
Ausgehend von bioinformatischen Untersuchungen der Schalenproteine und des Zusammenbaus der Carboxysomen könnte es sogar sein, dass sich die beiden Typen unabhängig voneinander entwickelt haben.
Der Vorschlag einer Phylogenie der bakteriellen Mikrokompartiemente (BMCs), der außer den Carboxysomen auch heterotrophe und chemoautotrophe BMCs umfasst findet sich bei Cheryl Kerfeld et al. (2018).